# Almindelig skovranke
Almindelig skovranke (Clematis vitalba) eller blot skovranke er en lian med en klatrende, ranglet vækst og store stande af hvide blomster. Den er meget kraftigt voksende, og breder sig fra havedyrkning til skovbryn og lysninger.

## Beskrivelse
Almindelig skovranke er en løvfældende og mere eller mindre forveddet lian med en klatrende vækst og spinkle grene. Barken er først lysegrøn og svagt furet. Senere bliver den kantet og furet. Ældre grene får efterhånden en gråbrun bark, der spaltes og falder af i lange strimler.
Knopperne sidder modsat og er lysegrå, kuglerunde og løst opbyggede. Bladene er uligefinnede med 3-5 småblade, der er ægformede og helrandede (eller svagt savtakkede). Oversiden er mørkegrøn, mens undersiden er lyst grågrøn. Planten klatrer ved hjælp af bladstilkene.
Blomstringen foregår i juli-august, hvor man finder blomsterne samlet i kvaste, der kan være både ende- og sidestillede. De enkelte blomster er regelmæssige med 4 hvide blosterblade og talrige støvdragere. Frugterne er nødder med lange, sølvhvide frøhaler.
Rodsystemet består af tykke hovedrødder, der kun har få siderødder, men mange finrødder.
Højde x bredde og årlig tilvækst: 25,00 x 5,00 m (300 x 60 cm/år).

## Hjemsted
Almindelig skovranke har sin naturlige udbredelse i Nordafrika, Mellemøsten, Kaukasus og det meste af Europa. I Danmark er den naturaliseret i bynære skovområder på Øerne og i Østjylland. Den foretrækker et voksested i halvskygge med en fugtig og næringsrig muldbund.
I de pontiske skove langs Lilleasiens kyst mod Sortehavet findes arten sammen med bl.a. ask, buksbom, figen, nældetræ, vin, bærperikon, finnet bispehue, granatæble, iransk el, kaukasisk vedbend, kaukasisk vingevalnød, korbær, kristustorn, laurbærkirsebær, lægejasmin, mispel, rødel, skørpil, Smilax excelsa (en art af sarsaparil), sommerhyld og sort morbær
| Portal | Portal:Botanik |

## Fodnoter
1. ↑  Peter Martin Rhind: Plant Formations in the Hyrcanian BioProvince Arkiveret 9. marts 2016 hos  Wayback Machine (engelsk)